# Recapitulatio
Recapitulatio innebär en kort sammanfattning i slutet av ett tal. Det är den sjunde delen av den klassiska retorikens dispositionsordning som tillhör talets delar inom dispositio. Vi känner igen begreppet från det svenska ordet rekapitulera som betyder just ”sammanfatta”.

## Syfte
Ett tals avslutning har generellt två huvuduppgifter: att få åhörarna att minnas det som sagts samt att få åhörarna att känna för det som sagts. För att få dem att minnas talets huvudsakliga punkter är det därför lämpligt med en sammanfattning. Det gör dessutom att talets motståndarargument, refutatio, inte blir det sistnämnda som åhörarna lägger på minnet.
I sammanfattningen ska talaren summera och påminna om de viktigaste punkterna som tagits upp. Detta ska göras kortfattat så att talet läggs på minnet men inte återupprepas. Sammanfattningen av de viktiga punkterna ska dessutom följa samma ordning som de togs upp i. Anledningen till detta är för att den som lagt punkterna på minne ska kunna återkalla det minnet. Quintilianus menar därförutom att sammanfattningen ska hållas simpel, en alltför pedagogisk rekapitulation kan kränka åhörarna.

## Källförteckning